# Oncocnemis columbia
Oncocnemis columbia là một loài bướm đêm trong họ Noctuidae.